# Albrecht Konrad Finck von Finckenstein

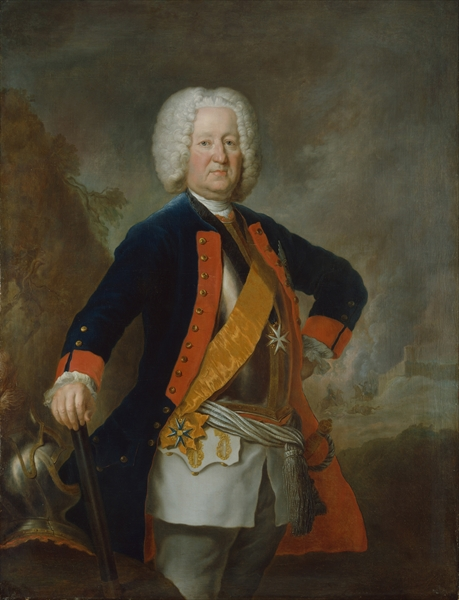
Georg David Matthieu: Porträt von Albrecht Konrad Finck von Finckenstein, Bridgeman Art Library, London

Albrecht Konrad Reinhold Reichsgraf Finck von Finckenstein (* 30. Oktober 1660 in Saberau, Ostpreußen; † 16. Dezember 1735 in Berlin) war ein preußischer Generalfeldmarschall und Prinzenerzieher, Gouverneur von Pillau, Chef des Infanterie-Regiments Nr. 14, Ritter des Schwarzen Adlerordens, Senior des Johanniterordens, Amtshauptmann zu Crossen und Erbherr auf Schloss Finckenstein, das er 1716–20 erbauen ließ.

## Leben
Er entstammte dem alten preußischen Adelsgeschlecht Finck von Finckenstein und war ein Sohn des kurbrandenburgischen Kämmerers Albrecht Christoph von Finckenstein und der Charlotte Karoline, geborene von Obentraut. Sein Vater, der Amtshauptmann von Neidenburg und Soldau war, starb bereits vor seiner Geburt und mit drei Jahren verlor er auch seine Mutter.
Seine Erziehung übernahm dann der Oberst von Rosen († 1667), nach dessen Tod der Amtshauptmann von Gilgenburg, das die Familie 1572 erworben hatte, Ernst Finck von Finckenstein und schließlich sein ältester Bruder. Dieser war 1676 Hauptmann im Regiment Lottum, das in holländischen Diensten stand. So ging auch Albrecht Konrad als Freiwilliger zur Alliierten Armee nach Holland und nahm an der Belagerung von Maastricht und Saint-Omer (1677) sowie der Schlacht bei Cassel teil. Dort wurde er verletzt, gefangen genommen und kam dann nach Clermont in der Auvergne.
Da Finckenstein nicht ausgetauscht wurde, ging er 1678 in französische Dienste und nahm im Regiment „Fürstenberg“ an den Kämpfen gegen die Spanier teil. 1680 erhielt er vom Oberst Zurlauben einen gefährlichen Auftrag, den er erfolgreich beenden konnte. Daraufhin erreichte der Oberst, dass Finckenstein ein eigenes Fähnlein erhielt. 1682 wurde das Regiment Fürstenberg geteilt. Eine Hälfte erhielt der Graf Hans Karl von Königsmarck, bei dem Finkenstein nun als Leutnant und Adjutant diente. 1684 marschierten sie nach Katalonien, wo er an der Belagerung von Girona teilnahm.
1685 wurde er Stabshauptmann und erhielt die Erlaubnis, nach Preußen zurückzukehren, um für das Regiment zu werben. In Berlin traf er auch den Kurprinzen (und späteren König) Friedrich Wilhelm I. Es gelang ihm, eine Reihe von Preußen für sein Regiment zu werben, darunter die späteren Generäle Röder, Kalnein, Buddenbrock, Rappe, Fink und Groeben. Er reiste weiter über Danzig nach Hamburg und konnte weitere 120 Mann werben. Finckenstein kehrte dann über Rouen nach Melun zurück. Dort übergab er die Geworbenen dem Grafen Königsmarck. 1687 war er wieder zur Werbung in Preußen, als ihm der französische Gesandte am brandenburger Hof Marquis de Rebenac, ein Schreiben übergab, das ihm eine eigene Kompanie sicherte. Er kehrte erneut mit zahlreichen Geworbenen zurück.
Als Ludwig XIV. sich gegen Deutschland rüstete, forderte Finckenstein seinen Abschied, den er in La Rochelle erhielt. Er reiste in das brandenburgische Lager bei Neuss und erhielt 1689 eine Anstellung als kurbrandenburgischer Major im Regiment des Kurprinzen. Er nahm an der Belagerung von Königswerth teil, wo er die Übergabe verhandelte. Bei der Belagerung von Bonn wurde er Oberstleutnant und erhielt das Kommando über ein Bataillon des Regiments. Er kämpfte damit in der Schlacht bei Leuze und der Schlacht bei Steenkerke, wo er am linken Fuß schwer verwundet wurde. 1694 wurde er Oberst und kommandierte die Nachhut bei Namur. 1697 wurde er in den Johanniterorden aufgenommen und der Komturei Lietzen zugeordnet. Im gleichen Jahr verlegte er nach Oudenaarde, wo er bis zum Frieden von Rijswijk blieb. Nach dem Frieden wurde er zum Brigadier ernannt.
Während des Spanischen Erbfolgekriegs war er bei der Belagerung von Kaiserswerth, 1703 bei der Belagerung von Rheinbergen und Geldern. Im Dezember 1703 wurde er Interims-Gouverneur der Festung Geldern und kurz danach zum Generalmajor ernannt. Anschließend führte er die Truppen an die Donau und nahm 1704 an der Schlacht bei Höchstädt teil. Danach wurde er nach Berlin beordert, um den Kronprinzen Friedrich Wilhelm nach Holland zu begleiten. Dafür wurde er am 21. März 1705 zum Generalleutnant und zugleich zum Amtshauptmann von Crossen ernannt.
1706 war er mit dem Kronprinzen bei der Belagerung von Menin. Anschließend erhielt er den Auftrag, dessen Braut Sophie Dorothea aus Hannover abzuholen und nach Berlin zu bringen. 1707 war er wieder in Hannover, um die Nachricht von der Geburt des Prinzen zu überbringen. 1709 war er auf dem holländischen Schlachtfeld, bei der Eroberung von Dornick, und kämpfte in der Schlacht bei Malplaquet. Am 4. Februar 1710 wurde er für seine kriegerisches Verdienste „sonderbare prudence und modération, sowie untadelige conduite“ am von Kaiser Leopold in den Reichsgrafenstand erhoben. 1711 nahm er schon wieder an der Belagerung von Bethume teil und wurde zum Chef des Infanterie-Regiments „Oranien“ ernannt.
Er nahm 1715/16 am Pommernfeldzug teil, wurde im Jahr darauf Gouverneur von Memel und 1718 Oberhofmeister des Kronprinzen Friedrich, des späteren Königs Friedrich II. (Preußen) (Friedrich der Große) sowie dessen Erzieher. Am 14. November 1718 wurde er zum General der Infanterie befördert. 1728 wurde er Ritter des Schwarzen Adlerordens und tauschte im gleichen Jahr die Stelle des Gouverneurs von Memel gegen die des Gouverneurs von Pillau mit dem Generalfeldmarschall Dohna. 1731 wurde er residierender Komtur von Lietzen und Senior des Johanniterordens. 1733 wurde er noch zum Generalfeldmarschall ernannt, bevor er 1735 in Berlin starb.

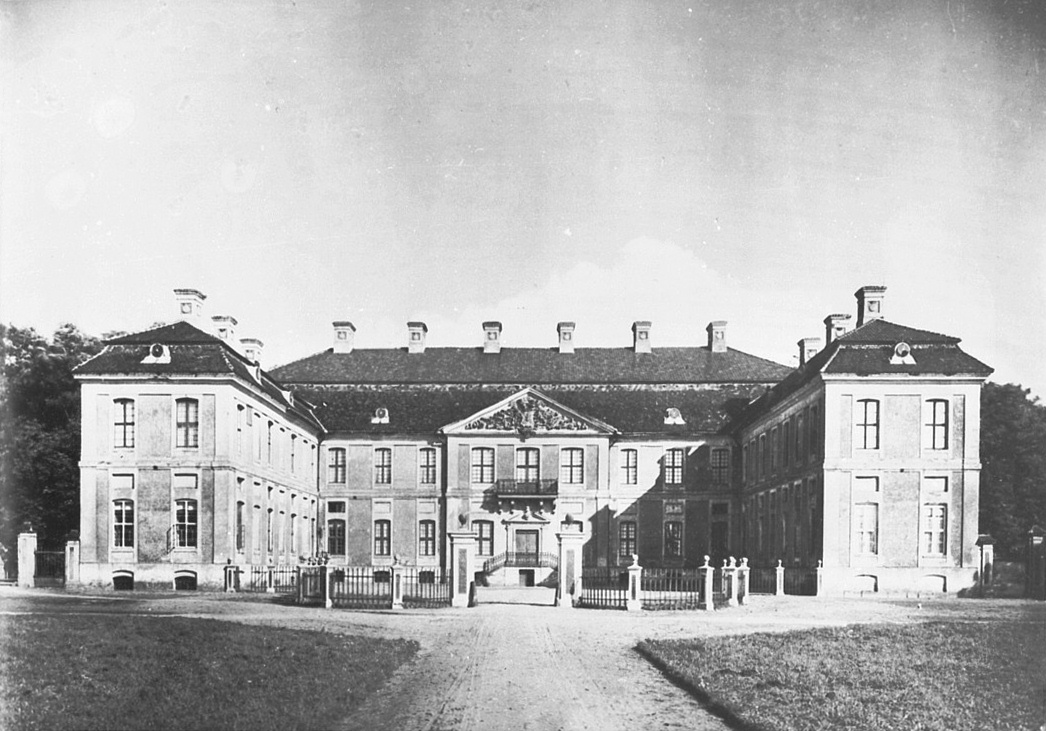
Schloss Finckenstein

In den Jahren 1716/20 ließ Albrecht Konrad auf Wunsch des verstorbenen Königs Friedrich I. und seines Nachfolgers Friedrich Wilhelm I. das Schloss Finckenstein nach Entwürfen von John von Collas erbauen. Das 1701 gegründete Königreich Preußen sollte aus Gründen kultureller Repräsentation mit einigen prächtigen Barockschlössern versehen werden, daher entstanden im Wettbewerb untereinander fast gleichzeitig auch die Schlösser Friedrichstein, Schlobitten, Schlodien und Capustigall.
Friedrich der Große gedenkt zweimal in seinen Schriften des wesentlichen Anteils, den Finckenstein am Sieg von Malplaquet hatte und ehrt ihn außerdem als Muster soldatischer Lernbegierde in einem seiner Gedichte militärischen Inhalts. Finckenstein war „vertraut gegen seine Freunde, ein Feind alles gespreizten Wesens, herablassend gegen Niedere, sinnreich in freigebigen Schenkungen“.

## Familie
Finckenstein war seit 1700 mit Susanna Magdalena von Hoff (1676–1752) verheiratet, der Oberhofmeisterin der Königin Sophie Dorothea. Seine Schwiegereltern waren der Oberhofmeister von Hessen-Kassel Wilhelm von Hoff (auch Hoven) (1644–1689) und dessen Frau Johanna Dorothea Schwertzell von und zu Willingshausen. Das Paar hatte fünf Söhne und vier Töchter.
- Friedrich Wilhelm (1702–1741), preußischer Oberst und Generaladjutant von Friedrich II.
- Maria Amalia (1704–1758) ⚭ Adam Otto von Viereck (1684–1758), preußischer Minister
- Charlotte Albertine (1706–1795) ⚭ Freiherr Friedrich Wilhelm von Kannenberg (1693–1762)
- Friedrich Ludwig (1709–1785), preußischer Generalleutnant ⚭ Albertine Marie Finck von Finckenstein (1719–1792) aus dem Hause Gilgenburg
- Karl Wilhelm (1714–1800) ⚭ Sophie Henriette Susanne Finck von Finckenstein (1723–1762)
- Friedrich Otto Leopold (1717–1790), preußischer Oberst und Generaladjutant des Königs ⚭ Wilhelmine Dorothea Elisabeth von Viereck (1726–1799), Tochter von Adam Otto von Viereck
- Wilhelmine (* 1718)
- Friedrich August (* 1718)